# Poricanje germinativne teorije
Poricanje germinativne teorije ili negacionizam germinativne teorije jest vjerovanje da klice ne uzrokuju infektivne bolesti i da je germinativna teorija bolesti pogrešna. Obično uključuje argumentaciju da je Pasteurov model infektivne bolesti pogrešan i da je Béchampov ispravan. Jedan od poznatih pobornika ovog oblika negacionizma je Bill Maher koji je izjavio da se Pasteur odrekao germinativne teorije na samrtnoj postelji. U odgovoru na kritike svojega nazora Maher je izjavio da prihvaća mikroorganizme kao uzročnike nekih bolesti, ali je izrazio skepticizam o ostalim temama u medicini poput vakcinacije. Harriet Hall objavila je članak u Skepticu u kojem opisuje svoje iskustvo u raspravama s poricateljima germinativne teorije od kojih je jedan kiropraktičar.
Suprotna vrsta pseudoznanosti jest vjerovanje da klice uzrokuju sve bolesti uključujući i one poput raka iako nadmoćan broj dokaza kazuje da on nije uzrokovan mikroorganizmima. Ovo je vjerovanje promicala Hulda Regehr Clark u svojoj knjizi Lijek za sve rakove (engl. The Cure for all Cancers).

## Vanjske poveznice
- Germ theory denialism: A major strain in “alt-med” thought, David Gorski